# Association française des fundraisers
Pour les articles homonymes, voir AFF.
L'Association française des fundraisers est une association[Depuis quand ?] qui fédère les professionnels de la collecte de fonds de tous les secteurs de l'intérêt général : de l'action sociale et humanitaire, à l'enseignement supérieur, en passant par la recherche, la culture ou l'environnement.
L'AFF existe depuis plus de vingt ans, d'abord sous le nom « Club des fundraisers », puis « Union pour la générosité », elle a toujours eu vocation à être un lieu de rencontre et de partage de bonnes pratiques, tant sur le plan éthique que technique, pour les fundraisers en France. 
L'AFF est membre de l'European Fundraising Association (EFA).

## Éthique et collecte de fonds
L'éthique est au cœur des préoccupations de l'AFF. Pour promouvoir la bonne pratique du métier de fundraiser, l'AFF s'est dotée d'un code de déontologie dont tous ses membres sont signataires.

## Missions
L'Association Française des Fundraisers a pour mission de : 
- promouvoir une éthique professionnelle et les bonnes pratiques du fundraising
- favoriser la montée en compétences des professionnels du fundraising en leur proposant des formations
- animer et développer le réseau des fundraisers
- être un centre de ressources et d'informations pour les fundraisers et toutes les personnes s'intéressant à la collecte de fonds
- promouvoir la philanthropie